# Lexus IS
 (août 2019).
Si vous disposez d'ouvrages ou d'articles de référence ou si vous connaissez des sites web de qualité traitant du thème abordé ici, merci de compléter l'article en donnant les références utiles à sa vérifiabilité et en les liant à la section « Notes et références ».
La Lexus IS est une berline familiale haut de gamme du constructeur automobile japonais Lexus, concurrente des Audi A4, BMW série 3, Mercedes classe C, Infiniti Q50, Jaguar XE ou encore de la Volvo S60.
La Lexus IS se positionne entre la compacte CT et la grande routière ES.

## XE10: Première génération (1998 - 2005)

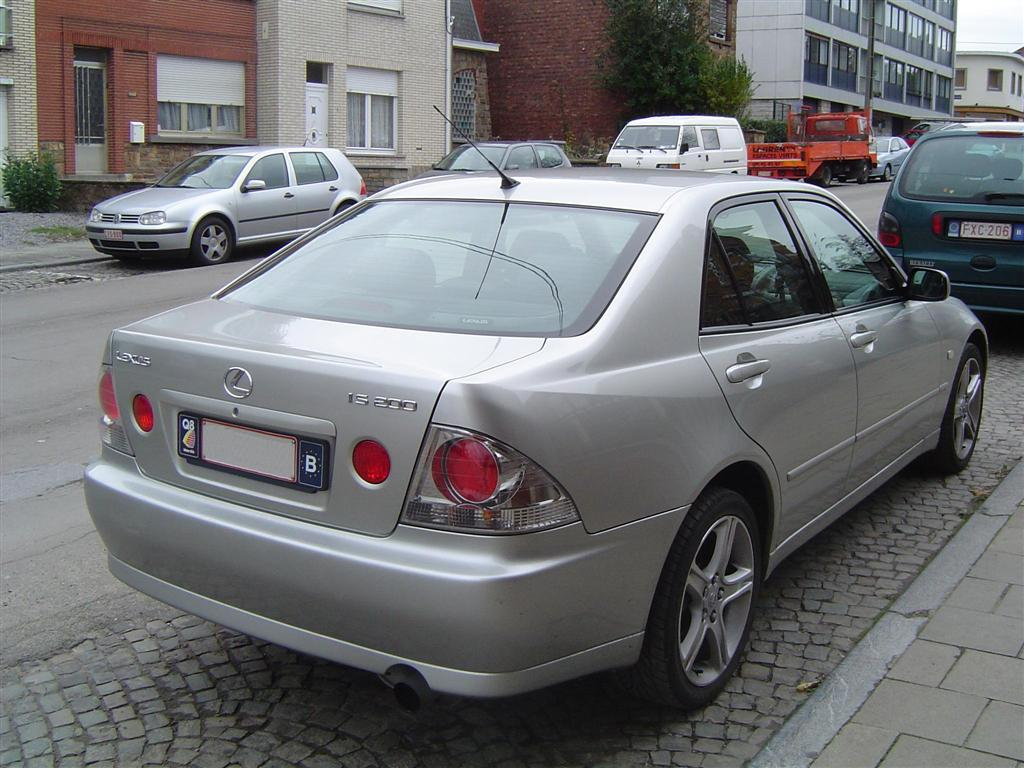
Lexus IS 200 Pack Luxe

Depuis son arrivée sur le marché européen en 1990, Lexus n'arrive pas à réitérer son succès américain. La cause probable est que les modèles proposés alors ne correspondent pas assez aux exigences de la clientèle européenne. C'est pourquoi il est décidé de créer une berline puissante aux dimensions contenues pouvant concurrencer BMW, Mercedes et Audi sur leur plus important terrain de chasse, celui des berlines familiales.
Pour s'assurer que le développement de l'IS soit couronné de succès, Lexus confie celui-ci à son meilleur ingénieur du moment, Nobuaki Katayama, fils du célèbre pilote japonais de Formule 1. Nobuaki a, entre autres, été un des principaux développeurs de la Toyota GT-One qui participa aux 24 Heures du Mans en 1998 et 1999.

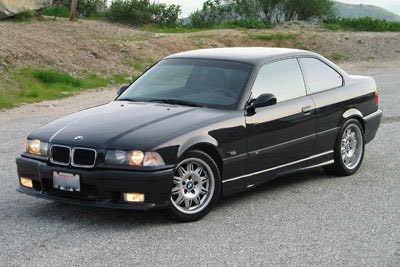
BMW Série 3 version E36 coupé

Pour ne pas rater sa clientèle-cible (les hommes actifs entre 30 et 45 ans), Lexus prend comme référence pour le développement de son IS 200, la BMW 320i E36.Nabuoki Katayama ne se contente pas de recopier la 320i en la japonisant ; il décortique toutes les caractéristiques techniques qui font de la BMW Série 3 celle qu'elle est. Une fois ces caractéristiques bien définies (berline compacte tricorps à 4 portes, propulsion, moteur 2 000 cm3 6 cylindres en ligne à 24 soupapes, comportement routier joueur…), il les améliore. Il va même pousser le concept de la berline familiale à caractère sportif plus loin en greffant à la petite Lexus boîte manuelle 6 vitesses, jantes en alliage léger de 17 pouces et différentiel autobloquant Torsen (Pack Sport optionnel).

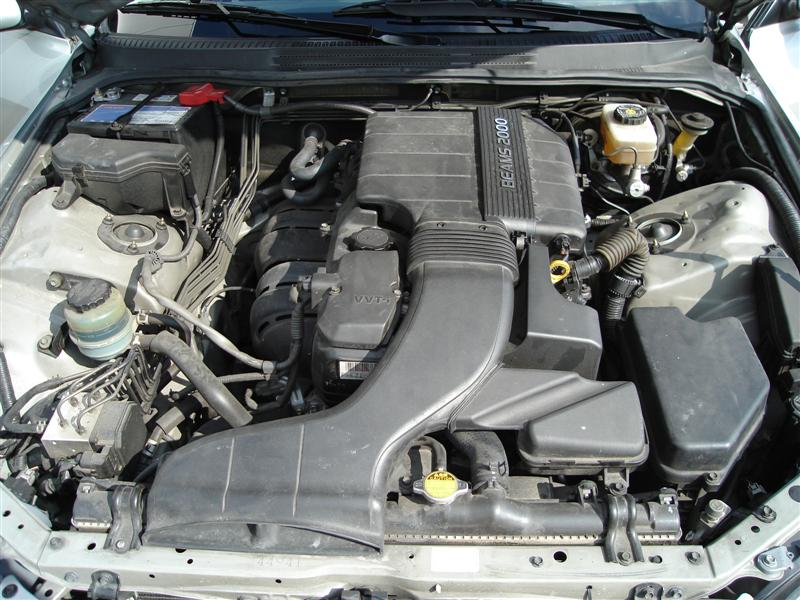
moteur 1G-FE, 6 cylindres en ligne, 24 soupapes

Le moteur qui équipe la Lexus IS 200 est le 1G-FE, d'une cylindrée de 1 988 cm3, développant 114 kW (155 ch) à 6 200 tr/min et 195 N m à 4 600 tr/min.
La transmission aux roues arrière est assurée par une boîte mécanique à 6 rapports ou une boîte automatique à 4 vitesses.
Vu le faible succès rencontré par la Lexus IS en Europe, Toyota décide en 2001 de l'exporter aux États-Unis et de lui greffer le moteur 2JZ-GE, un 6 cylindres en ligne de 2 997 cm3 de cylindrée, développant 154 kW (210 ch à 5 800 tr/min et 289 N m à 3 800 tr/min. La transmission aux roues arrière (USA, Europe, Japon) ou aux 4 roues (Japon avec la carrosserie Gita uniquement) est assurée par une boîte manuelle à 5 rapports (USA, Japon) ou par une boîte automatique à 5 rapports (USA, Japon, Europe).
2001 voit l'apparition d'une nouvelle variante de carrosserie SportCross (Gita au Japon), variante break de l'IS. La commercialisation de cette version sera effective dès l'année suivante.
La même année, l'IS subit un restyling particulièrement discret pour les non-avertis : calandre à 3 barrettes au lieu de 4, feux arrière assombris sur les carrosseries foncées, nouvelle gestion moteur (ECU) pour satisfaire aux normes Euro 4, passage aux roues de 16 pouces (excepté Pack Sport), adoption d'airbags rideaux, électrification du siège passager (avec l'option cuir), modification profonde du système de navigation GPS (passage du CD au DVD, écran plus grand, commande à distance fixe), automatisation des phares en fonction de la luminosité et abandon de l'effet « métal » sur le tableau de bord.

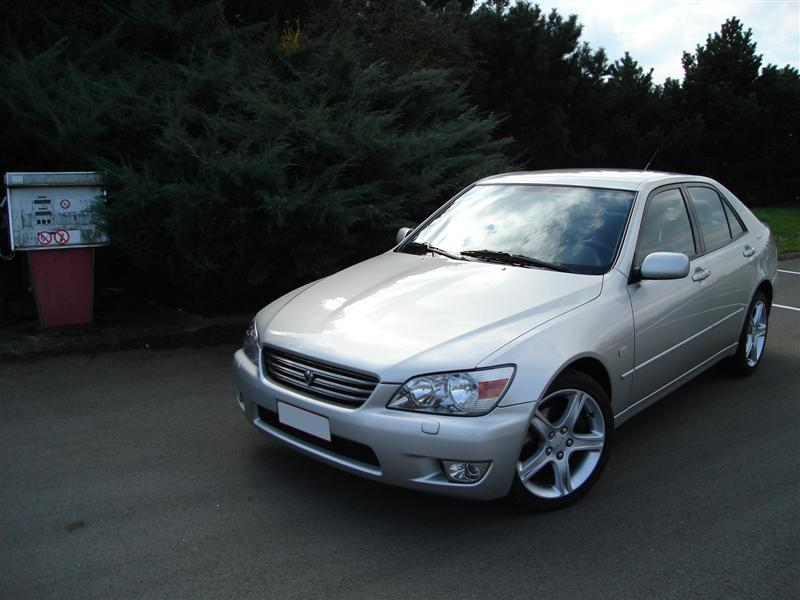
la Toyota Altezza

Jusqu'à la présentation de la Lexus IS de la seconde génération en 2006, les Lexus étaient vendues au Japon sous le label Toyota et l'IS sous l'appellation d'Altezza (アルテッツァ).
Elle y était disponible avec les deux motorisations précitées (versions AS200 et AS300) et avec le moteur 3S-GE de 1 998 cm3, équipée du double VVT-i (calage variable des arbres à cames d'admission et d'échappement). Accouplé à une boîte manuelle à 6 rapports, il développe 154 kW (210 ch) à 7 600 tr/min et 216 N m à 6 400 tr/min, tandis qu'avec la boîte automatique à 5 vitesses, il ne développe plus que 147 kW (200 ch) à 7 000 tr/min et 216 N m à 4 800 tr/min. Cette version est dénommée RS200.

## XE20: Seconde génération (2005 - 2013)
En mars 2005 au salon de Genève, la seconde génération est présentée au public : plus grande, plus élancée, très aérodynamique (Cx = 0,27), plus luxueuse aussi, mais surtout avec une version diesel, très attendue sur le marché français.

### Motorisations

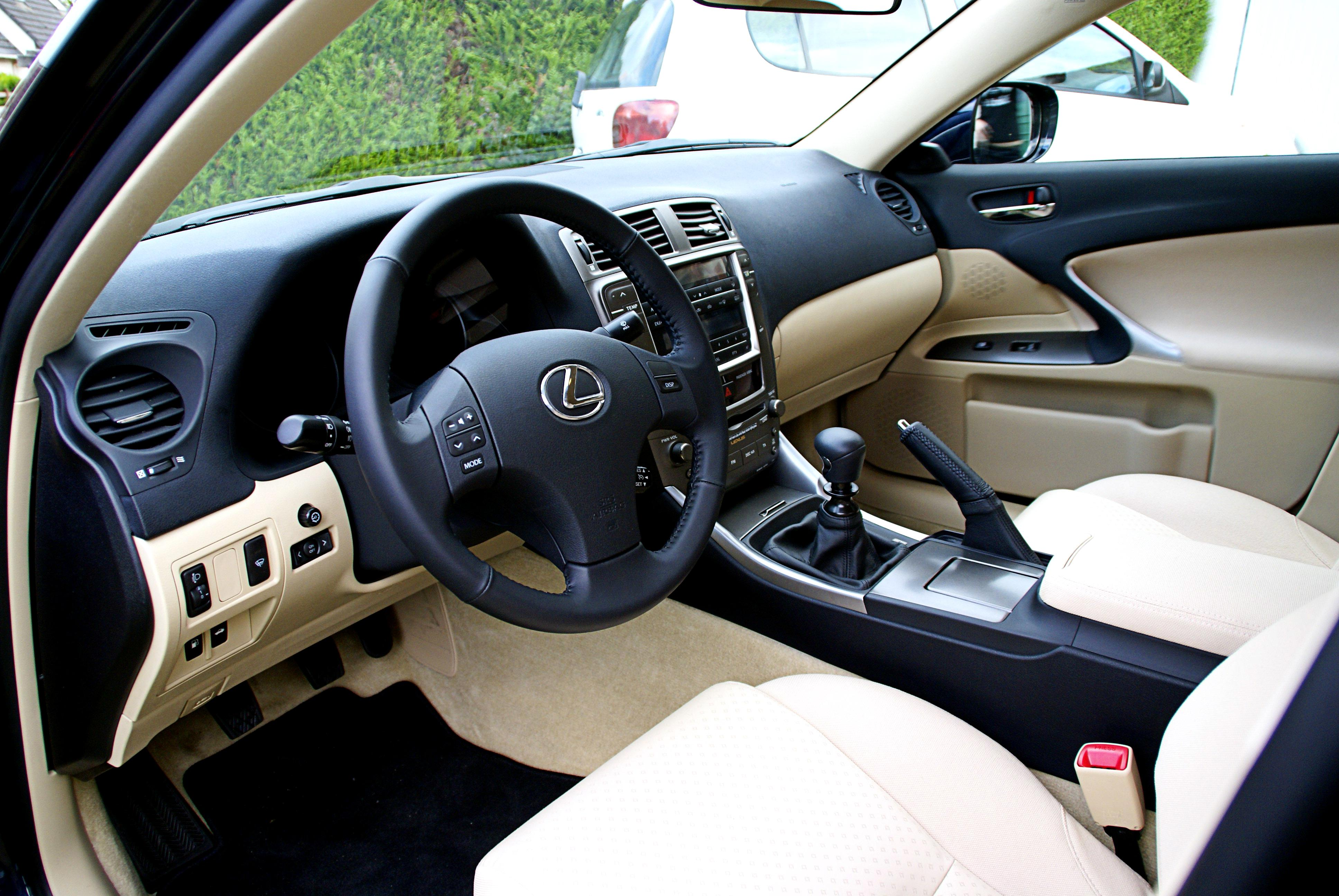
Vue intérieure

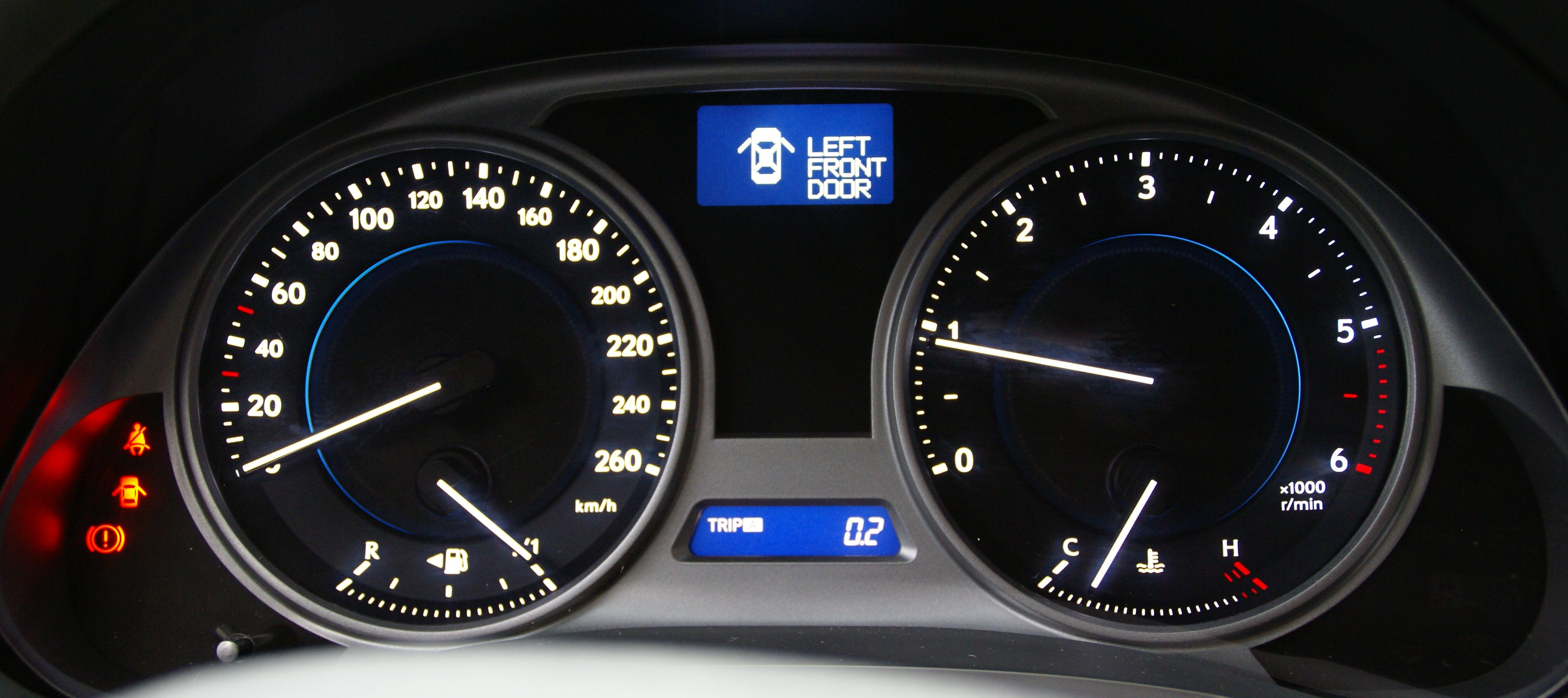
Tableau de bord

- IS 250 : équipée d'un V6 essence, de 2 500 cm3 de cylindrée, développant 208 ch (153 kW) à 6 400 tr/min et un couple de 252 N m à 4 800 tr/min. Elle existe avec deux boîtes de vitesses : une automatique et une manuelle, toutes les deux à 6 rapports. Le niveau d'émission, conforme à l'EURO IV, se monte à 231 g/km (boîte manuelle) et 214 g/km (boîte automatique) de CO2 en cycle combiné. La consommation de carburant est de 9,8 litres aux 100 km (boîte manuelle) et 9,1 litres aux 100 km (boîte automatique). Une fois n'est donc pas coutume de moins consommer avec la boîte automatique.

- IS 220d : équipée d'un 4 cylindres en ligne, fonctionnant au gazole, bien connu chez Toyota (le D-CAT), de 2 200 cm3 de cylindrée, développant 177 ch (130 kW) à 3 600 tr/min et un couple de 400 N m entre 2 000 et 2 600 tr/min. Elle n'existe qu'en boîte manuelle à 6 rapports. Deux rapports de pont différents ont été commercialisés, l'un court donnant une puissance fiscale de 11 CV, et l'autre long de 10 CV. Le niveau d'émission, conforme à l'EURO IV, se monte à 168 g/km (rapport de pont long) et 193 g/km (rapport de pont court) de CO2 en cycle combiné. La consommation de carburant est de 6,3 litres aux 100 km (rapport de pont long) et 7,2 litres aux 100 km (rapport de pont court).

Elle reste une propulsion, fidèle à l'esprit Lexus.
| Année(s)  | Modèle   | Code Châssis | Type moteur | Code Moteur | Transmission       | Puissance       | Couple             |
| --------- | -------- | ------------ | ----------- | ----------- | ------------------ | --------------- | ------------------ |
| 2005–2012 | IS 220d  | ALE20        | 2.2 L L4    | 2AD-FHV     | 6-speed MT (RA63)  | 130 kW (177 ch) | 400 Nm 2,600 rpm   |
| 2005–2012 | IS 250   | GSE20        | 2.5 L V6    | 4GR-FSE     | 6-speed MT (RA62)  | 153 kW (208 ch) | 252 Nm à 4,800 rpm |
| 2005–2013 | IS 250   | GSE20        | 2.5 L V6    | 4GR-FSE     | 6-speed AT (A960E) | 153 kW (208 ch) | 252 Nm à 4,800 rpm |
| 2005–2013 | IS 350   | GSE21        | 3.5 L V6    | 2GR-FSE     | 6-speed AT (A760E) | 228 kW (310 ch) | 375 Nm à 4,800 rpm |
| 2007–2014 | IS F     | USE20        | 5.0 L V8    | 2UR-GSE     | 8-speed AT (AA80E) | 310 kW (421 ch) | 503 Nm à 5,200 rpm |
| 2009–2012 | IS 250 C | GSE20        | 2.5 L V6    | 4GR-FSE     | 6-speed MT (RA62)  | 153 kW (208 ch) | 252 Nm à 4,800 rpm |
| 2009–2013 | IS 250 C | GSE20        | 2.5 L V6    | 4GR-FSE     | 6-speed AT (A960E) | 153 kW (208 ch) | 252 Nm à 4,800 rpm |

Les versions IS 350 disposant du V6 porté à 3,5 litres et 306 ch et IS 250 AWD ne sont pas disponibles en Europe. De plus, un modèle IS 300 est destiné à certains pays du Moyen-Orient et à la Chine.

### Finitions
Plusieurs finitions sont proposées : Pack (220d uniquement), Pack Luxe, Pack Sport, et Pack Executive pour la France, Business, Sport et Executive pour la Belgique et le Luxembourg. L'équipement étant de plus en plus luxueux au fil des versions.
Les dimensions sont :
- Longueur hors tout : 4 575 mm
- Largeur hors tout : 1 800 mm
- Hauteur hors tout : 1 425 mm

La capacité du réservoir est de 65 litres.
La capacité du coffre est de 378 litres.
Le poids à vide varie entre 1 570 et 1 655 kg selon les versions.

### Version coupé-cabriolet
En 2008, la gamme IS a fait peau neuve et la suspension et la direction ont été réajustées pour améliorer la stabilité et le contrôle. Après trois ans avec un seul style de carrosserie, l'IS est revenue avec un deuxième style de carrosserie, cette fois en tant que coupé cabriolet, le 2 octobre 2008 lorsque l'IS 250 C a fait ses débuts au Mondial de l'automobile de Paris 2008. Le coupé cabriolet IS a été commercialisé en Europe en 2009, en Amérique du Nord en mai 2009.

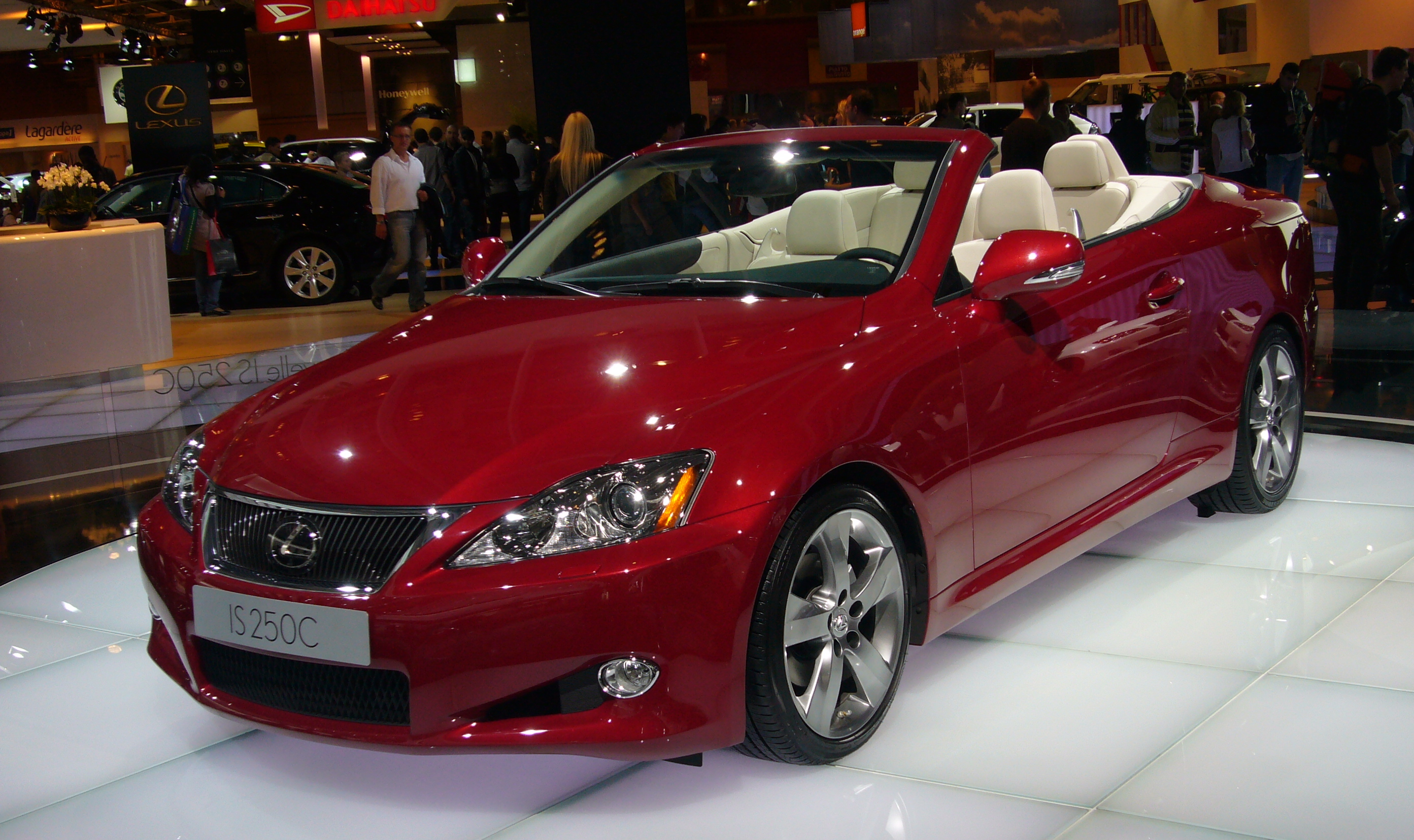
Lexus IS 250C toit ouvert
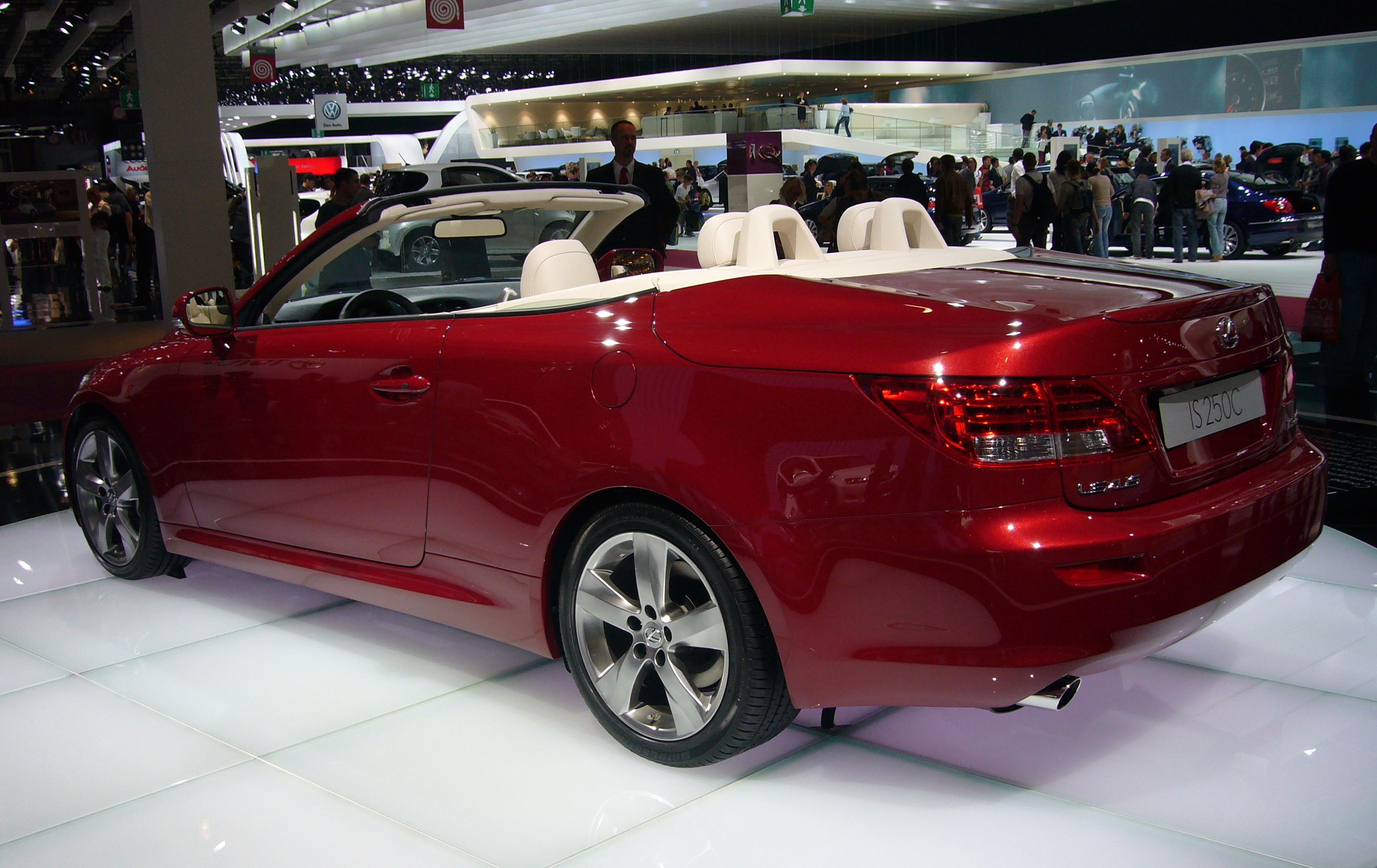
Lexus IS 250C toit ouvert
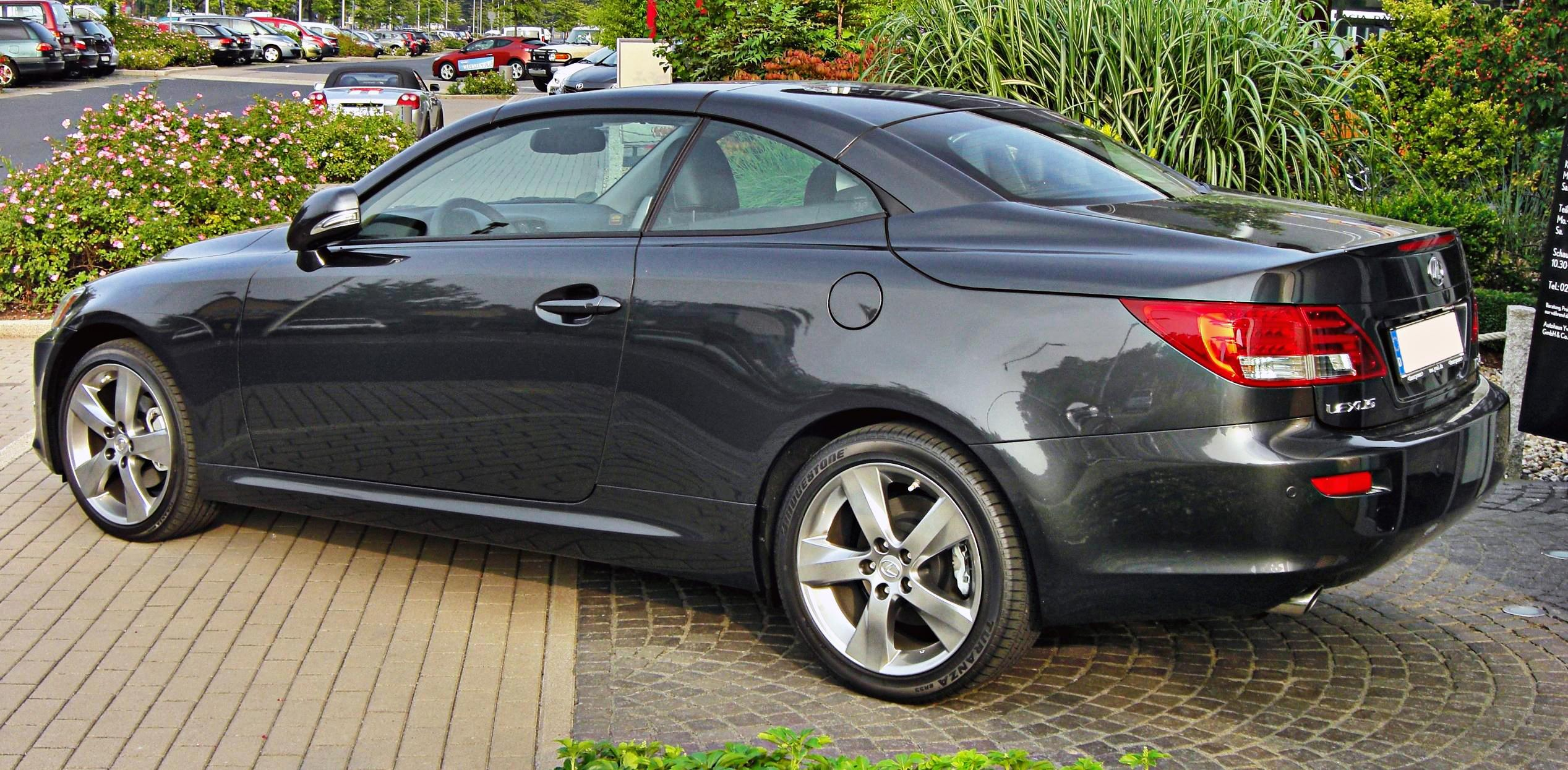
Lexus IS 250 C toit refermé
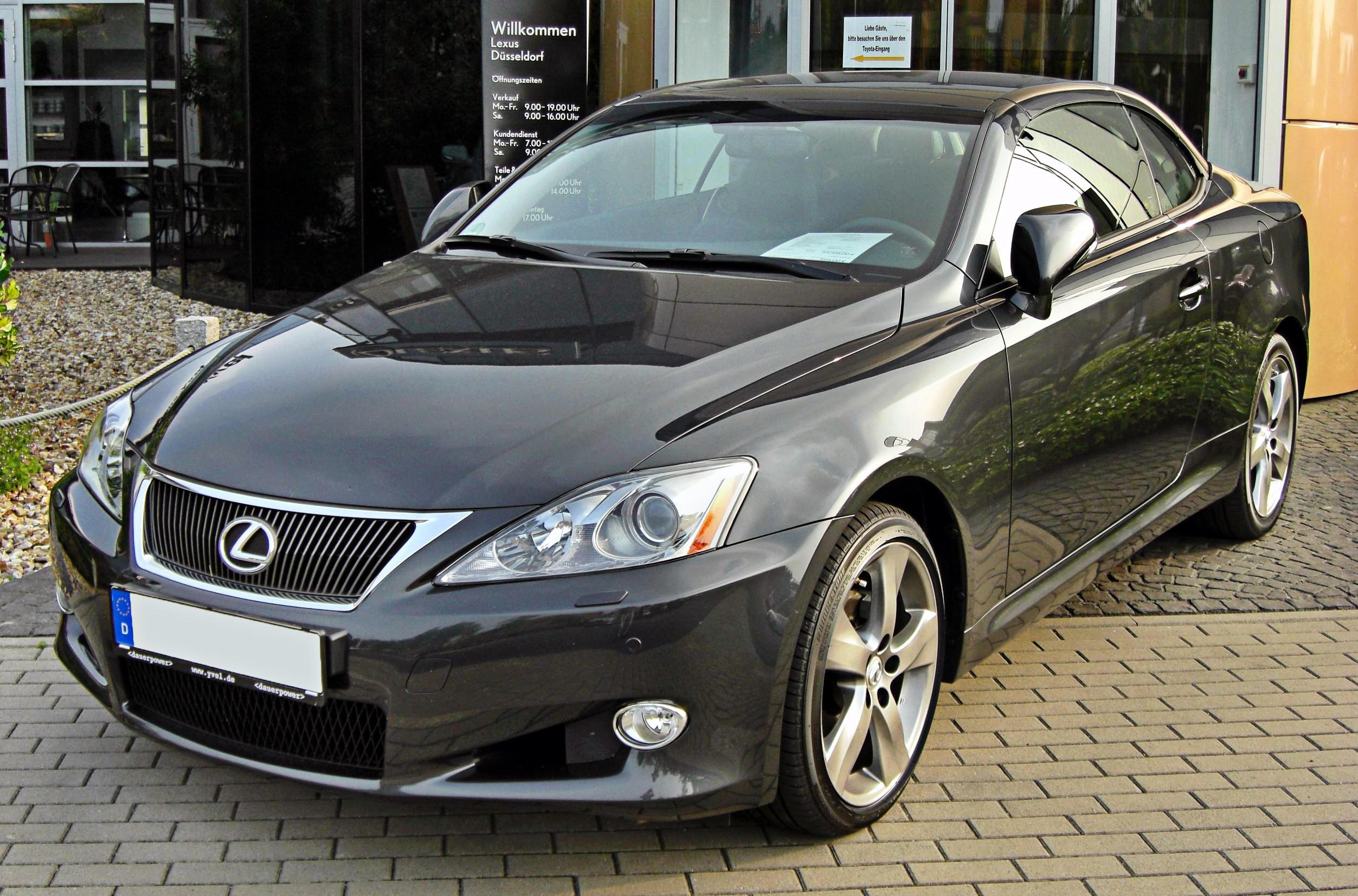
Lexus IS 250 C toit refermé

### Version hautes-performances
Au salon de Détroit 2008 a été présenté l'IS 500 F(IS-F) dotée d'un V8 5,0 litres de cylindrée développant 423 ch DIN à 5 500 tr/min et 505 N m de couple et d'une boîte automatique séquentielle 8 vitesses au volant. Cette motorisation lui donne des performances de tout premier plan lui permettant de concurrencer ses rivales allemandes : 0 à 100 km/h en 4,2 secondes et vitesse maximale limitée à 270 km/h et à 320 km/h en version libre.

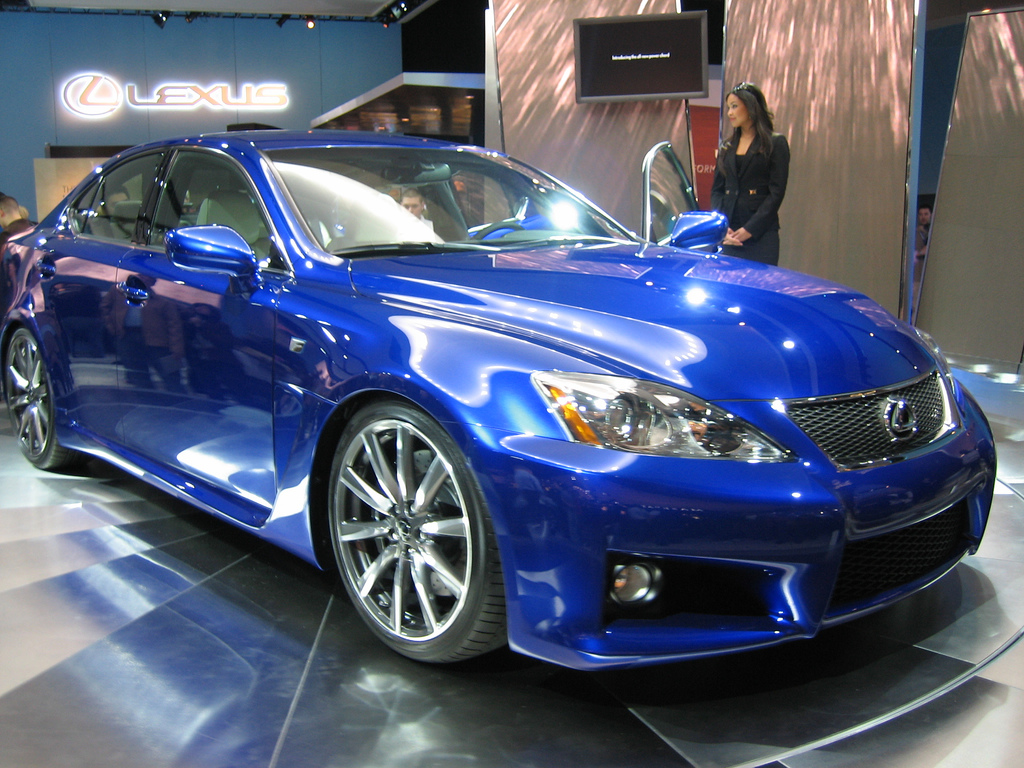
La version IS F
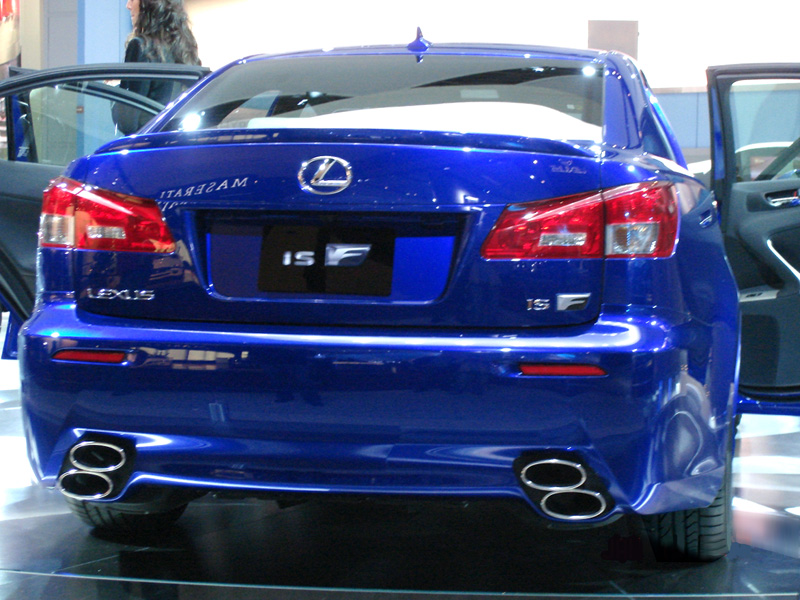
La version IS F

## XE30: Troisième génération (2013 - 2020)
Petit à petit, les ventes de la seconde génération s'affaiblissent ce qui est normal car ce véhicule lancé en 2005 se devait d'être remanié, ses concurrentes faisant peau neuve au fil des années ; c'est le cas de la BMW série 3 de sixième génération qui sortit un an avant sa concurrente japonaise.
Plusieurs modèles conceptuels ont précédé le lancement de la troisième génération IS. Le premier était le LF-LC (2012). Il est un concept coupé avec une propulsion arrière, qui intègre la nouvelle calandre dite « Spindle griller » en trois dimensions, des feux diurnes en forme de « L », des antibrouillards avant verticaux décolorés, un toit en verre avec le pilier en porte-à-faux et une verrerie inspirée par l'architecture moderne, les feux de brouillard arrière, les écrans LCD de 12,3 pouces jumeaux fournissant des informations et un affichage de navigation, du cuir et du rembourrage intérieur avec brossage de finition métallique et bois accentué, des sièges avant inspirés de la course sont formés de plusieurs couches et répétés en courbes entrelacées qui définissent l'intérieur de la cabine, le volant de course de style recouvert de fibre de carbone avec commandes intégrées et bouton Démarrer. Le véhicule a été dévoilé en 2012 au Salon international de l'automobile d'Amérique du Nord.
Il fut suivi quelque temps après par un autre concept dévoilé lors du Mondial de l'automobile de Paris (2012) puis du Salon automobile de Shanghai (2013), qui est nommé LF-CC, ce fut également un coupé à propulsion arrière, son style mélange celui de son prédécesseur : le concept LF-LC avec celui de la supercar LFA. Il comprenait un moteur essence 4 cylindres à cycle Atkinson de 2,5 litres D-4S d'injection directe, un moteur électrique permanent refroidi par eau, des projecteurs à LED conceptionnels dans les phares, des feux diurnes intégrés dans la surface supérieure du pare-spoiler arrière intégré dans le couvercle de coffre, une combinaison en forme de L avec des lampes conceptionnelles en trois dimensions, la couleur de la carrosserie est en titane, 2 zones de tableau de bord, des sièges, des panneaux de portes et le capot instrumental de l'habitacle tapissé en cuir de couleur ambre.

Lexus LF-LC
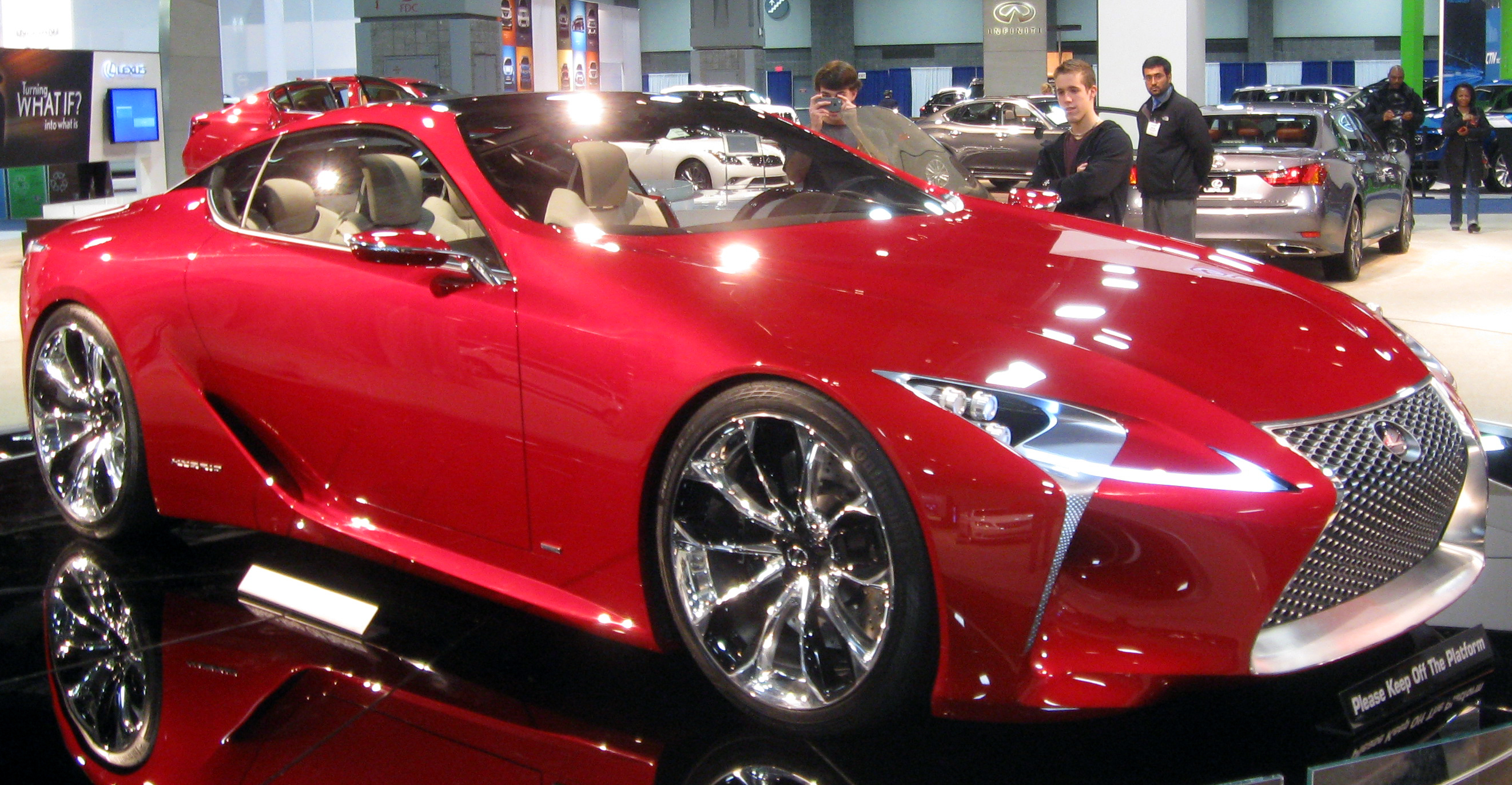
Le concept LF-LC
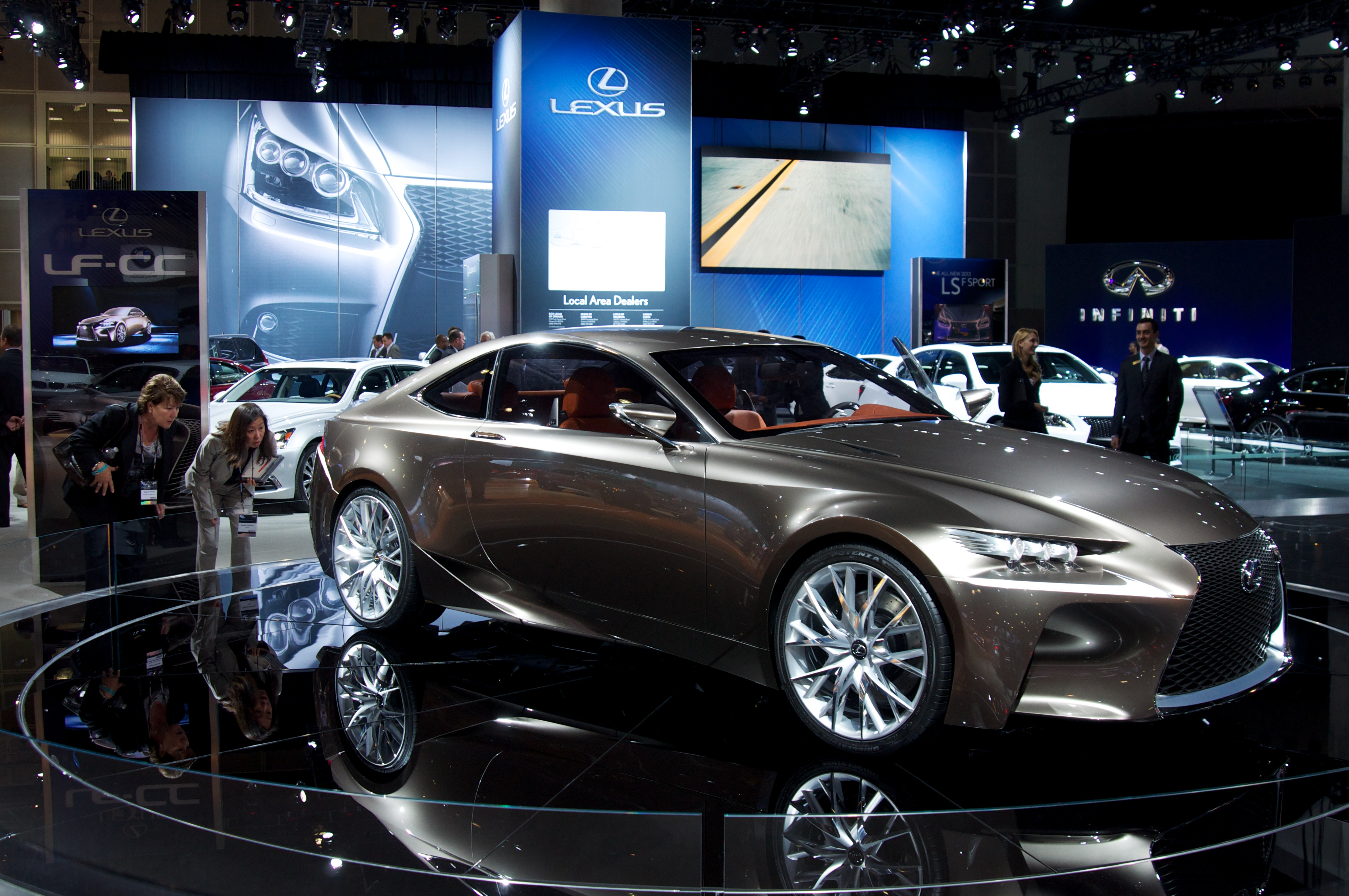
Le concept LF-CC

En 2016, Lexus dévoile deux versions différentes de l'IS restylée au Salon de Pékin. Les phares adoptent une nouvelle signature et des optiques à LED, un pare-chocs, un bouclier et des feux arrière revus avec une sortie d'échappement rectangulaire tandis que la version Sport se pare d'un bouclier plus sportif au choix.

2016 restylé
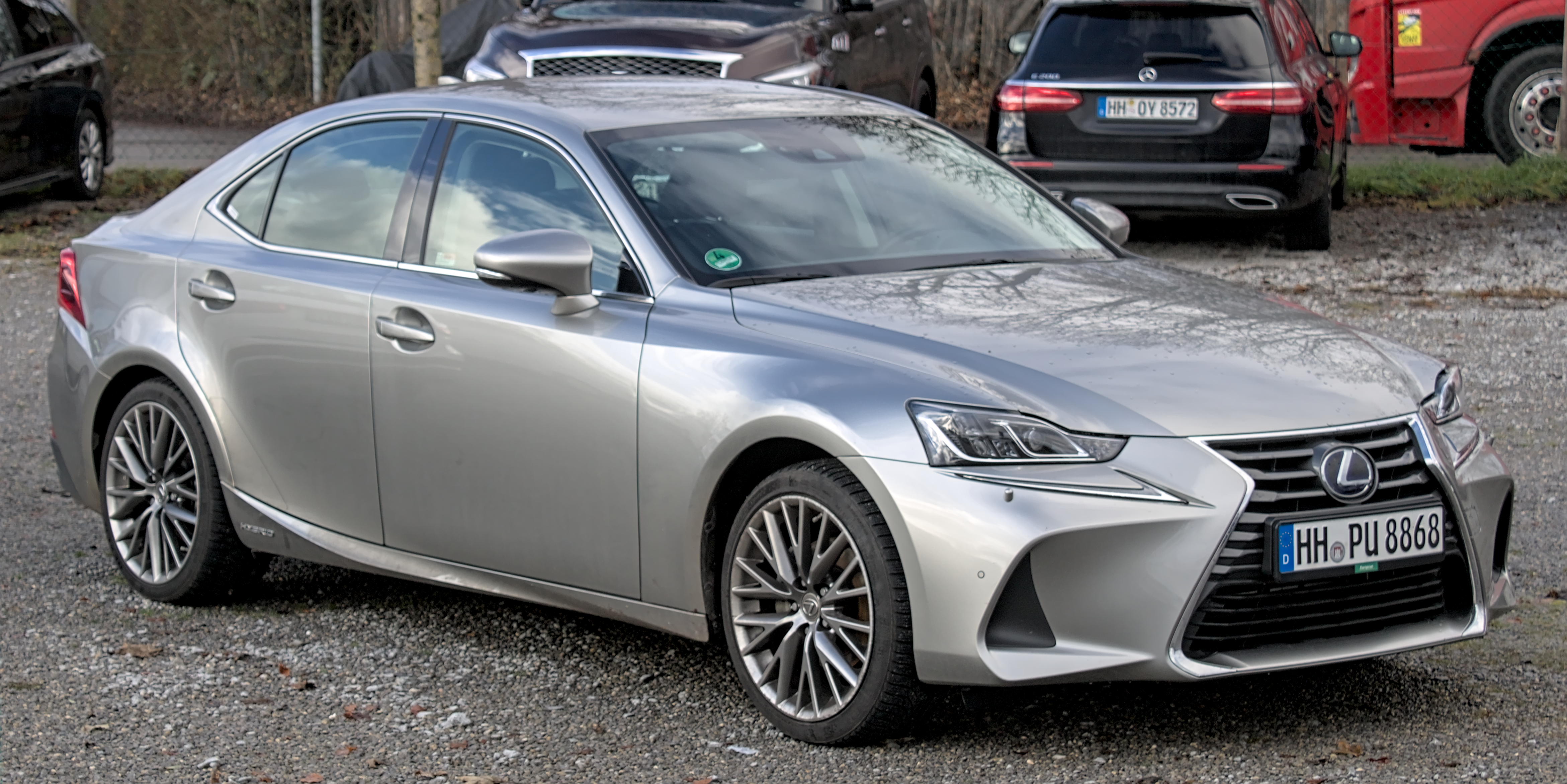
IS 300h
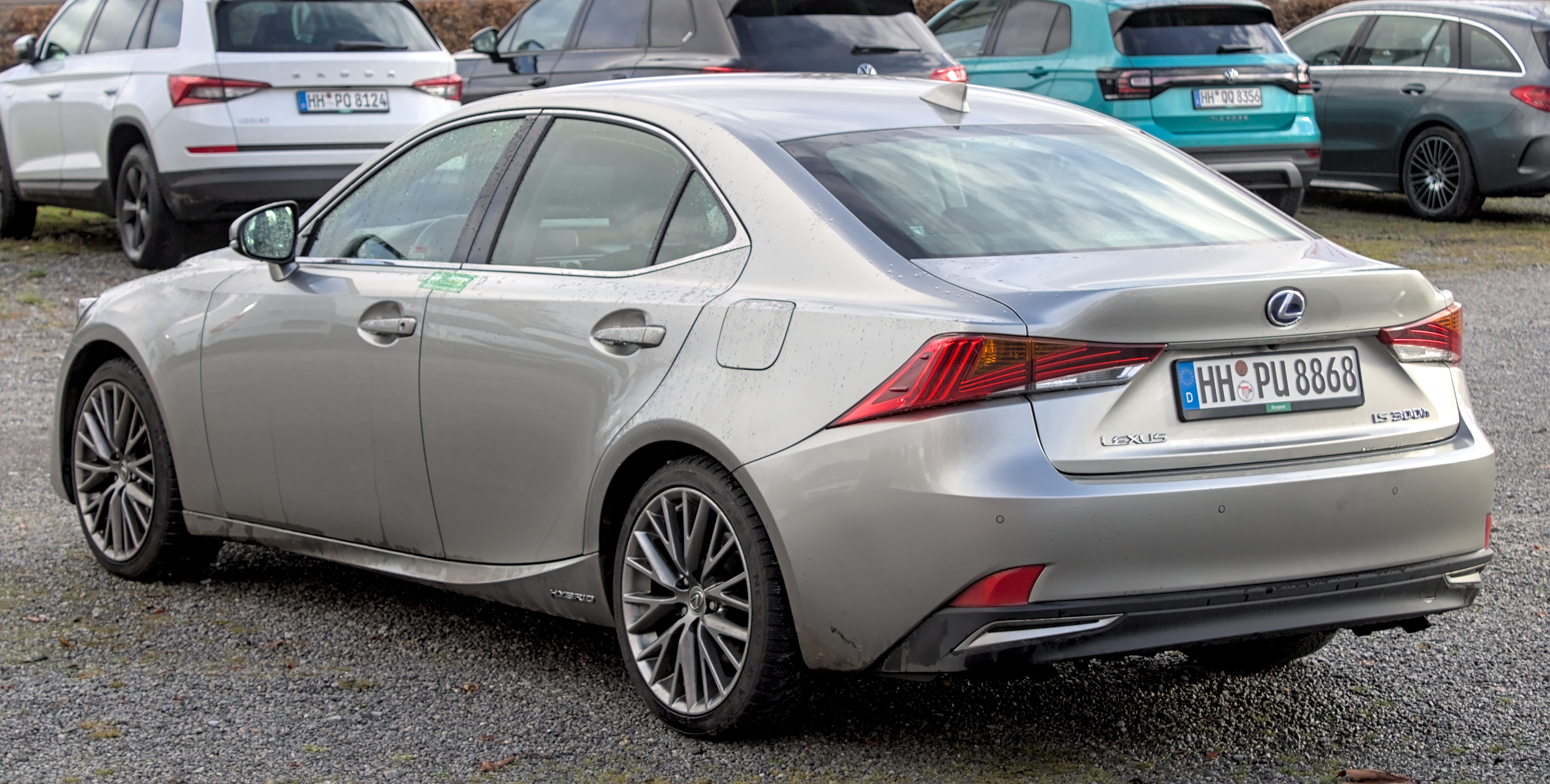
IS 300h

### Motorisations
|                                    | IS 300h                      |
| ---------------------------------- | ---------------------------- |
| Moteur                             | 4 cylindres + électrique     |
| Cylindrée                          | 2 494 cm3                    |
| Puissance moteur thermique         | 133 kW (181 ch)              |
| Puissance moteur électrique        | 105 kW (143 ch)              |
| Puissance combinée                 | 164 kW (223 ch)              |
| Couple maxi moteur thermique       | 221 N m à 4 200–5 400 tr/min |
| Couple maxi moteur électrique      | 300 N m                      |
| Boîte de vitesses                  | e-CVT (propulsion)           |
| Vitesse maxi                       | 200 km/h                     |
| 0-100 km/h                         | 8,3 s                        |
| Consommation en cycle urbain       | 4,3 L/100 km                 |
| Consommation en cycle extra-urbain | 4,4 L/100 km                 |
| Consommation mixte                 | 4,2 L/100 km                 |
| Émissions de CO2                   | 97 g/km                      |

### Finitions
Au salon de Francfort 2015, la CT et l'IS s'enrichissent d'une finition Sport pour 2016.

#### Séries spéciales
- Sport Edition

## XE40: Quatrième génération (2020 - )

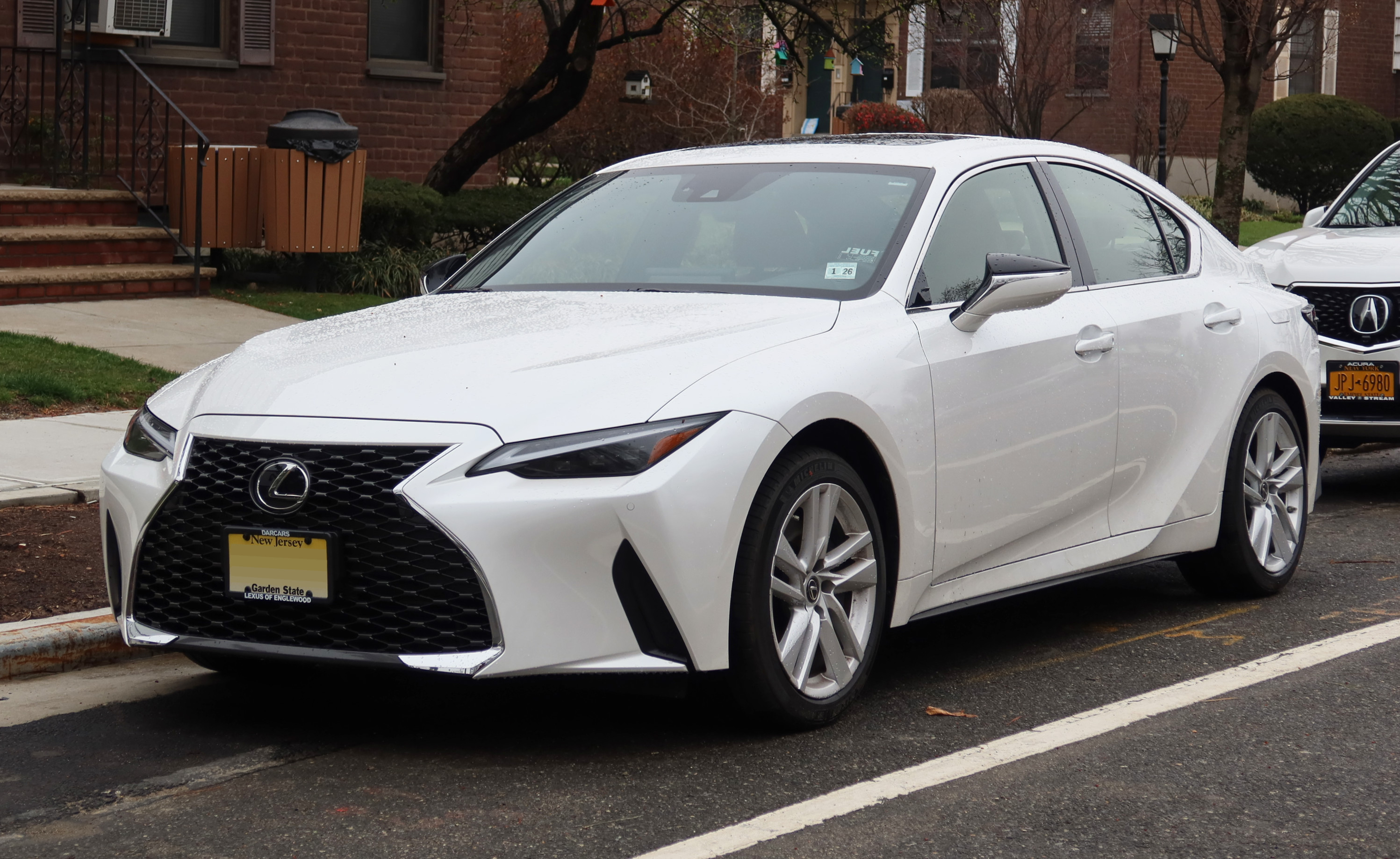
2021 Lexus IS 300 AWD (GSE37)
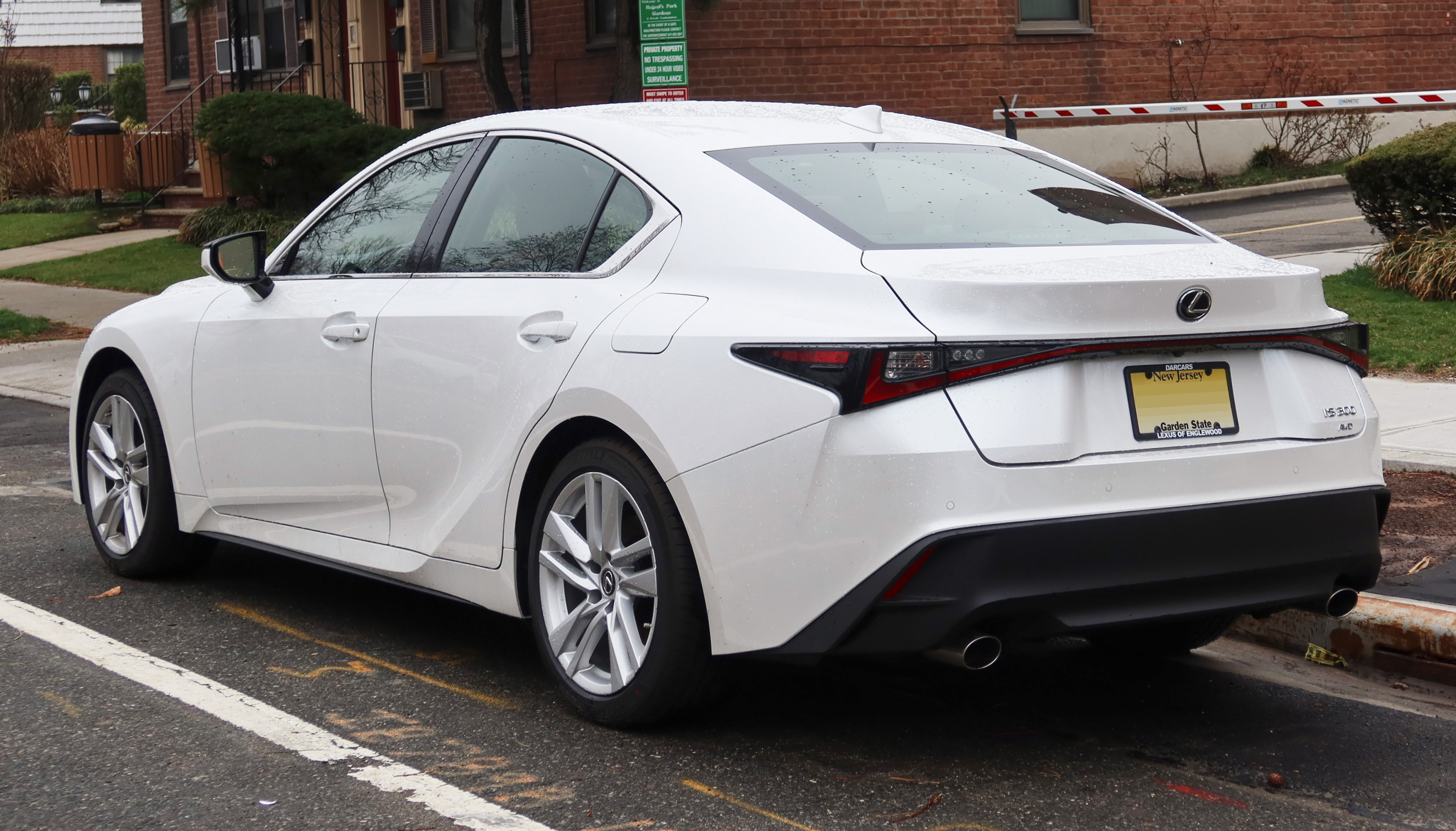
2021 Lexus IS 300 AWD (GSE37)
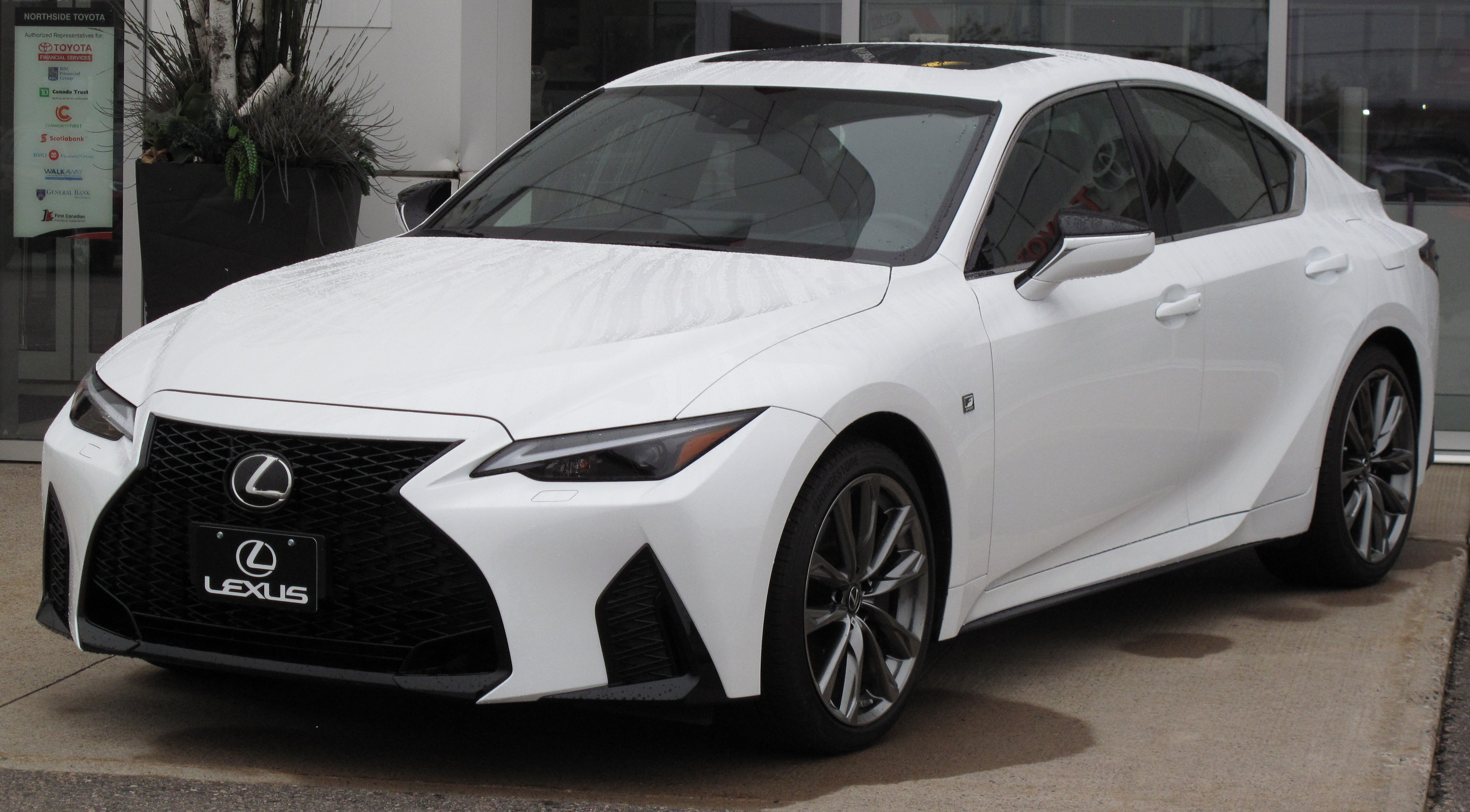
2021 Lexus IS 300 F Sport (ASE30)
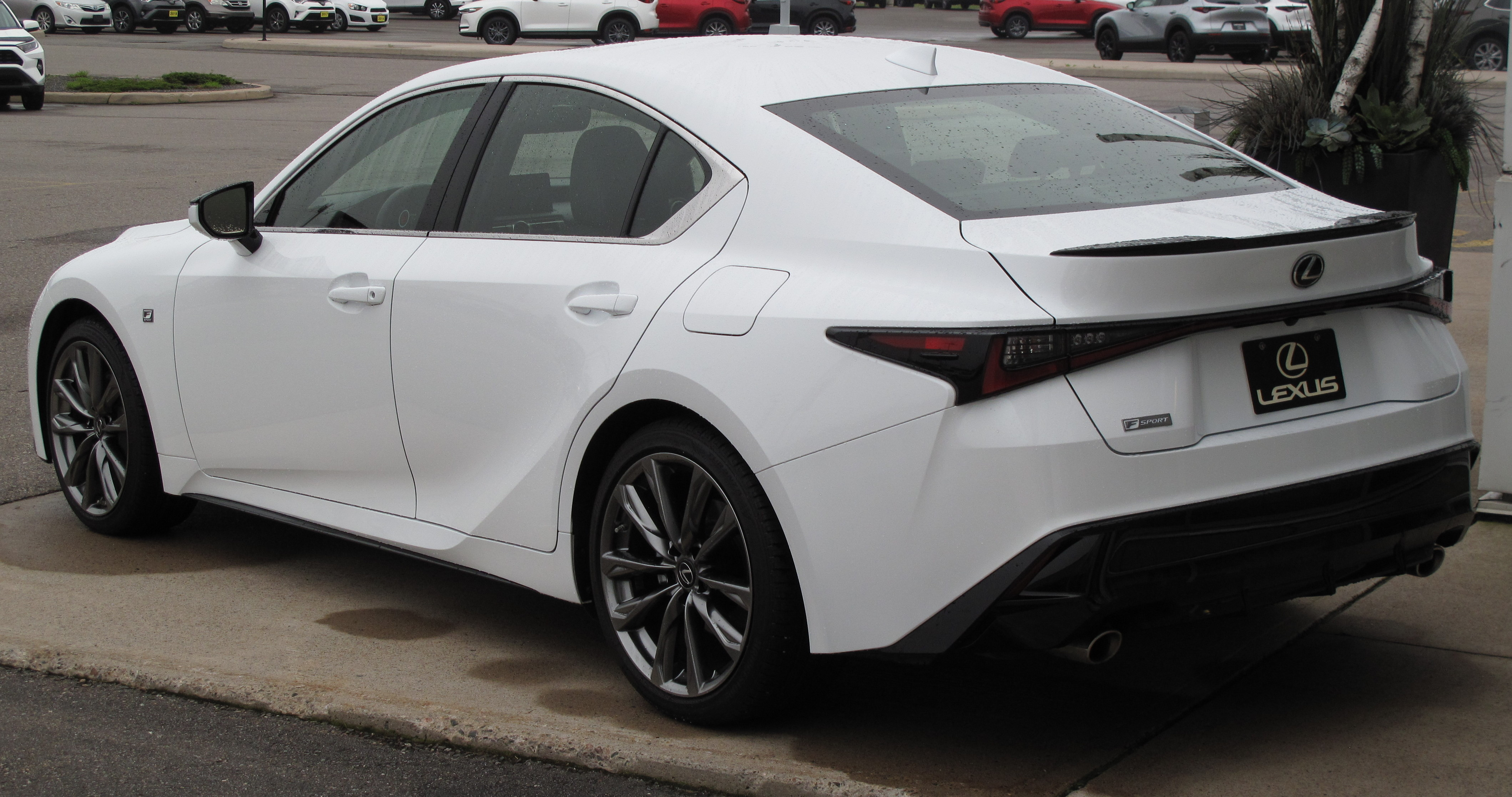
2021 Lexus IS 300 F Sport (ASE30)

La quatrième génération d'IS est présentée par Lexus en juin 2020. Il s'agit en fait d'un restylage profond du précédent modèle, proposant une carrosserie largement redessinée, avec notamment un bouclier avant offrant une prise d'air plus large, des voies légèrement élargies et un bandeau lumineux à l'arrière.
Toutefois, si les évolutions visuelles sont suffisamment importantes pour que le constructeur la désigne sous un nouveau numéro de modèle, cette IS dite "XE40" reprend la base technique de sa prédécesseure, avec un travail sur les suspensions pour rendre le chassis plus rigide, ainsi que sa planche de bord, mise à jour avec un écran tactile de 10,3" et un nouveau style d'aérateurs.
Comme la XE30, il s'agit d'une propulsion, mais des déclinaisons 4 roues motrices, dites "AWD", sont également proposées.
Sur le plan mécanique, elle reconduit les moteurs 4 cylindres en ligne et 6 cylindres en V déjà connus, mais Lexus ne mentionne pas la variante hybride, conséquence de l'abandon du marché européen pour les berlines du segment D, dans une zone géographique où le constructeur a davantage de diffultés à imposer son IS face à ses concurrentes directes allemandes telles que la BMW Serie 3 ou la Mercedes Classe C, et où le segment des véhicules tri-corps à malle est tombé en désuétude face à celui des SUV.
Néanmoins, une version 300h hybride est bel et bien produite, propulsée par le même moteur 2AR-FSE que la génération XE30 et n'accueillant donc pas le moteur de la famille A25 introduit sur la Toyota Camry et la Lexus ES. Elle est toutefois réservée au marché asiatique, et l'Amérique du Nord n'en disposera pas, proposant uniquement les variantes essence 300 et 350, ainsi que leurs déclinaisons AWD.
En 2022, la gamme s'enrichit d'une variante "500 F Sport Performance", uniquement sur le marché nord-américain. Elle s'équipe du moteur V8 5.0 L déjà aperçu sous le capot de l'IS F de la seconde génération, et propose des éléments de carrosserie spécifiques, tels qu'un capot bombé adapté au moteur V8 ou des boucliers spécifiques, des jantes de 19" ou encore une suspension pilotée.

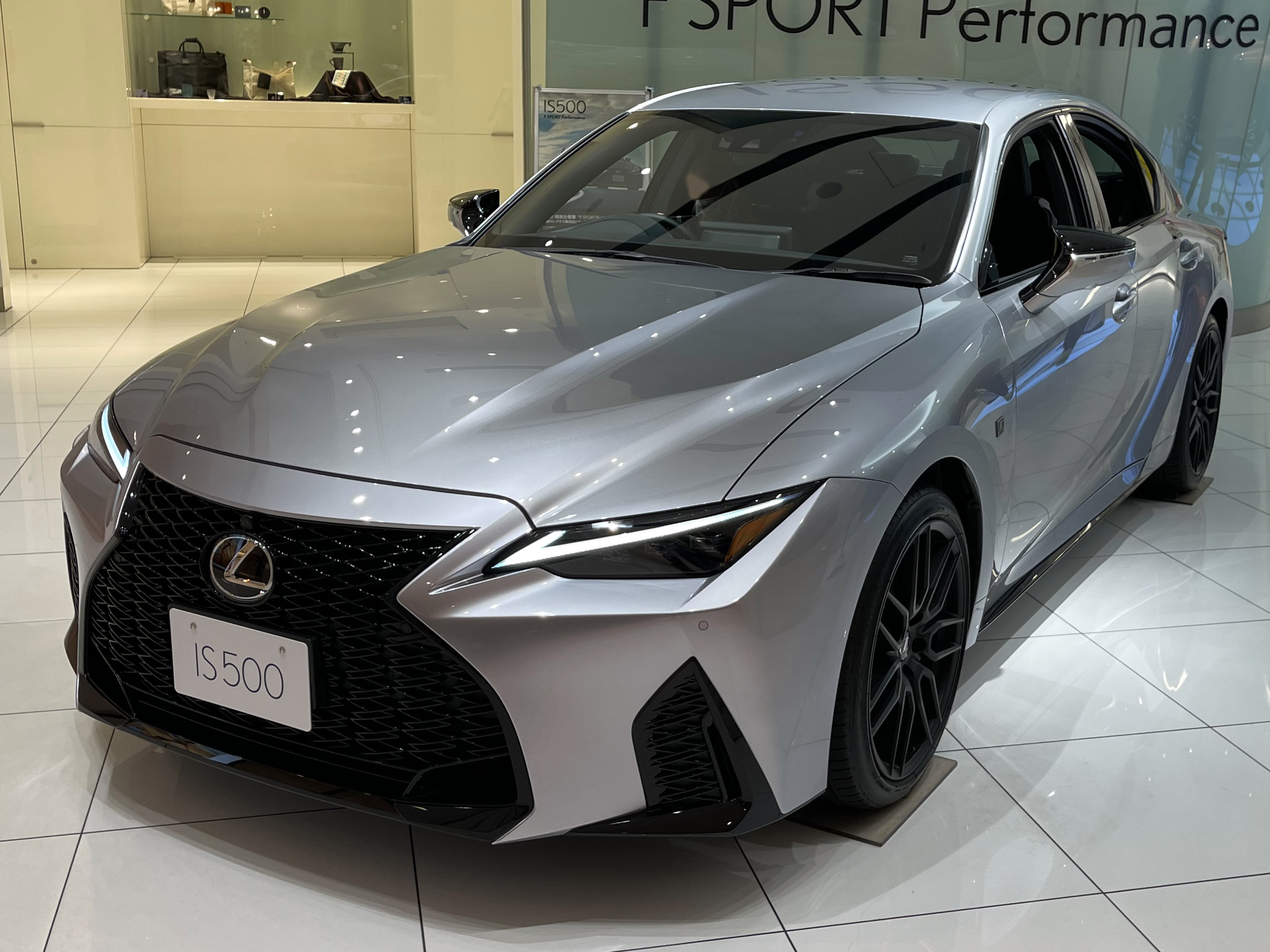
2022 Lexus IS 500 F-Sport Performance (USE30)
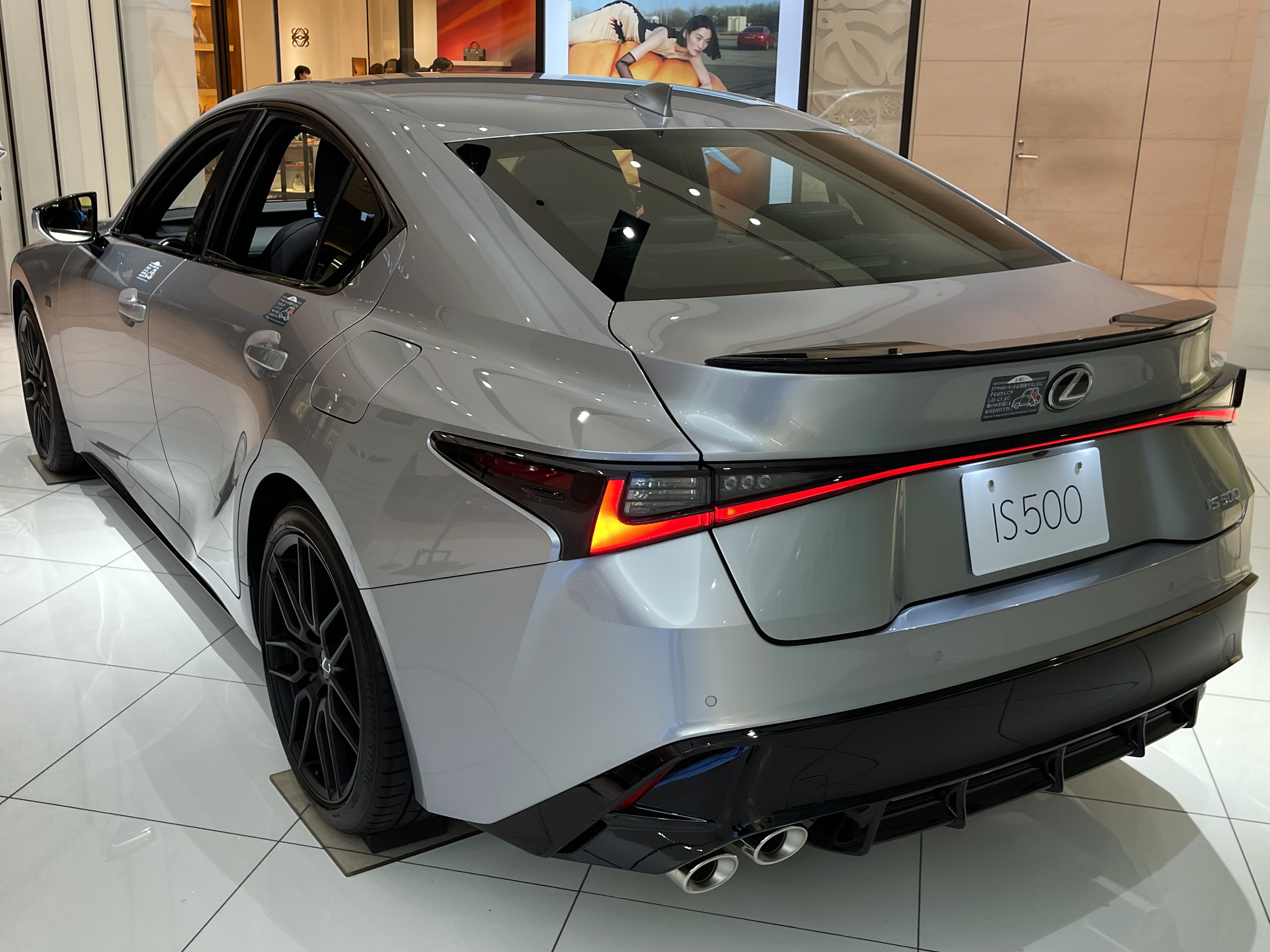
2022 Lexus IS 500 F-Sport Performance (USE30)

## Ventes totales (toutes générations confondues)

### France[7],[8]
| Année  | 2009 | 2010 | 2011 | 2012 | 2013  | 2014  | 2015 | 2016 | 2017 | 2018 | 2019 | Total |
| Ventes | 422  | 351  | 200  | 114  | 2 690 | 3 486 |      |      |      | 661  | 374  |       |